# Iamblikhosz
Iamblikhosz (ógörögül: Ἰάμβλιχος, arámi nyelven ya-mlku, „Ő egy király”, latinul: Iamblic(h)us Chalcidensis), (Khalkisz, Szíria, Coelosyria, 250 körül – 330 körül) szíriai, valószínűleg arameus származású, görögül író filozófus. Főleg Apameiában élt és tanított, az újplatonizmus dualista irányzatát hozta létre.
Az ókori hagyomány az újplatonista türoszi Porphüriosz (Porphyrius) tanítványának mondja. 
A platóni és püthagoreus tanokat szintetizáló, misztikus rajongó volt, aki az isteneknek, a démonoknak (daimón) és a lelkeknek az anyagi világ felé felé süllyedését és e süllyedésből a jóslás és a varázslás rejtélyes szertartásai útján való fölemelkedését és az istenséggel való egyesülését hirdetve, maga is titokzatos, csodás hírnevet szerzett magának. Csodatetteiről életrajzírója, Eunapiosz ír.
Az egyik legfontosabb műve a De Mysteriis, amit a misztériumokról írt. Iamblikhosz ebben azt állítja, hogy az olyan „barbár szent népek”, mint amilyenek az egyiptomiak és az asszírok voltak, még őrizték a régi tudást, még „ismerik az istenek eredeti neveit”, amit a hellének már elfelejtettek. Ennek pedig az az oka, hogy a keletiek hagyományőrzők, ellenben a hellének folyton újítanak. Ez a „csodás és titokzatos Kelet” toposza. Keleten még tudják a választ a legfontosabb kérdésekre, még őrzik az ősi titkot, amit Iamblikhosz kora a gyors fejlődésben és az új vallások, mint a kereszténység megjelenésével elfelejtett.
Másik fontos műve a püthagoreusok iskolájáról írt könyve (Pythagorica), bár ez leginkább kompiláció korábbi iratokból. Püthagorasz több művének is fő témája, mivel őt csodatévőnek ábrázolta és egyfajta Jézus-ellenképként is értelmezhető. „Az istenekről” (Peri theón) című művét egyik leghíresebb követője Flavius Iulianus római császár felhasználta a „Héliosz király” című írásában. Iulianus a keresztény hit elhagyása után 351-ben Nikomédiába, Pergamonba, majd Epheszoszba utazott, ahol a neoplatonizmus és Iamblikhosz hívévé vált és Aedesius neoplatonista filozófus tanítványa lett.
A Kelyhet mindenkinek felajánlják,
ám a bort mindenkinek önszántából kell meginnia,
azon ősi bölcsesség értelmében,
amelyet a hallgatás a mai napig érintetlenül megőrzött.